# Цибулевка (Винницкая область)
Цибуле́вка (укр. Цибулі́вка) — село на Украине, находится в Ободовской сельской общине Гайсинского района Винницкой области.
Код КОАТУУ — 0524186501. Население по переписи 2024 года составляет 1161 человек. Почтовый индекс — 24360. Телефонный код — 4343.
Занимает площадь 6,244 км².
В селе родился Герой Советского Союза Михаил Надутый.

## Адрес местного совета
24360, Винницкая область, Тростянецкий р-н, с. Цибулевка, ул. Надутого, 2